# Adrian Poparadu
Adrian Poparadu (n. 13 octombrie 1987, Timișoara, România) este un fotbalist român, care joacă pe postul de mijlocaș.

## Carieră
Poparadu și-a făcut debutul în Liga I în 2007, pentru Politehnica Timișoara împotriva rivalilor de la UTA Arad. A petrecut 6 sezoane în Liga a II-a, după care a promovat cu ACS Poli Timișoara în prima ligă.

## Statistici
| Club                  | Sezon   | Campionat | Campionat | Cupă    | Cupă   | Europa  | Europa | Total   | Total  |
| Club                  | Sezon   | Meciuri   | Goluri    | Meciuri | Goluri | Meciuri | Goluri | Meciuri | Goluri |
| --------------------- | ------- | --------- | --------- | ------- | ------ | ------- | ------ | ------- | ------ |
| Politehnica Timișoara | 2006–07 | 1         | 0         | 0       | 0      | —       | —      | 1       | 0      |
| Politehnica Timișoara | 2009–10 | 5         | 0         | 0       | 0      | —       | —      | 5       | 0      |
| Politehnica Timișoara | 2010–11 | 5         | 0         | 1       | 0      | 1       | 0      | 7       | 0      |
| Politehnica Timișoara | 2011–12 | 10        | 0         | 3       | 0      | —       | —      | 13      | 0      |
| ACS Poli Timișoara    | 2012–13 | 20        | 0         | 2       | 0      | —       | —      | 22      | 0      |
| ACS Poli Timișoara    | 2013–14 | 7         | 0         | 1       | 0      | —       | —      | 8       | 0      |
| Total                 |         | 48        | 0         | 7       | 0      | 1       | 0      | 56      | 0      |

## Legături externe
- ro  Profil Oficial ACS Poli Arhivat în 12 august 2013, la Wayback Machine.

1. ↑  Adrian Poparadu, Transfermarkt, accesat în 9 octombrie 2017